# Akta Fowl
Akta Fowl je kniha Eoina Colfera, doprovodný svazek k sérii Artemis Fowl, která vypráví o známém hrdinovi Artemisovi Fowlovi a také kapitánce Myrtě Krátké.

## Obsah
Kniha je rozdělena na tři části: LEPReko, Dodatky a Sedmý trpaslík.

### LEPReko
V první části se dozvíme kompletní příběh nástupu Desátnice Krátké, která je rozhodnutá udělat při postupových zkouškách dojem na Julia Břízného a stát se tak první ženou v historii podzemní policie. Všechno však zkříží Juliův bratr Turnball Břízný, který touží po bratrově smrti. Turnball se od majora Vždyzelena dozví, že se zkoušky budou konat na ostrovech Tern Mór, a tak se svými komplici na ostrov dorazí a jeho plán se plní. Julius je unesen i s nejlepším policistou v LEPReko Riskem Chaluhou. Myrta se mezitím vše dozví a místo toho, aby poslechla nadřízeného a vyslala signál, začala proti Turnballovi jednat. Podaří se jí to, a tak získá místo Kapitánky.

### Dodatky
V dodatcích jsou různá tajemství, rozhovory, hry a Klusákovy vynálezy. Jsou zde k uplatnění i testy a různá jiná překvapení.

### Sedmý trpaslík
Poslední část 150stránkové knihy navazuje na předešlý příběh. Artemis se spojí s permoníkem Slámou Hrabošem, se kterým chce ukrást vzácný lidský poklad Čelenku paní Fei Fei. Přestože se do děje zapojí i LEPReko, Artemis čelenku získá, a i když ji musí předat Myrtě, zůstane mu drahokam, vyměněný na čelence za falešný, který daruje své matce.